# Hedwigidium neelgiriensis
Hedwigidium neelgiriensis là một loài Rêu trong họ Hedwigiaceae. Loài này được D. Subram. mô tả khoa học đầu tiên năm 2008.